# Guarda avançada
Uma guarda avançada é uma força de segurança próxima que actua na frente de uma força em movimento com a finalidade de:

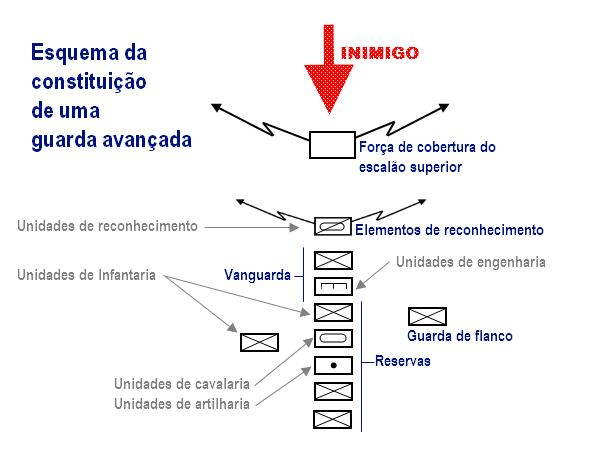
Esquema com a articulação genérica da guarda avançada

- assegurar e facilitar a progressão ininterrupta do grosso da força em movimento; para o conseguir, terá de repelir ou eliminar elementos ligeiros inimigos (que não tenham sido repelidos ou eliminados pela força de cobertura - se existir - montada pelo escalão superior e que actua mais à frente), assim como reconhecer os locais de passagem, remover obstáculos ou reparar itinerários;
- proteger o grosso da força contra ataques vindos da frente;
- perante forças inimigas importantes ou fortes resistências que não possam ser eliminadas pela guarda avançada, garantir a liberdade de acção do grosso da força para que este possa intervir nas melhores condições;
- manter-se a par da situação na frente, executando continuamente reconhecimentos e mantendo permanentemente a ligação com a força de cobertura.

A guarda avançada, para cumprir a sua missão, articula-se em:
- elementos de reconhecimento;
- vanguarda;
- reservas.

Nas guardas avançadas de pequeno efectivo (inferior a batalhão) não existe a reserva. A guarda avançada deve ser apoiada pela artilharia e pela engenharia; actua afastada do grosso, o suficiente para manter a liberdade de acção deste, mas não tanto que se perca a possibilidade de a apoiar quando em contacto com o inimigo. A progressão deverá ser tão rápida quanto a situação o permitir mas a guarda avançada não se deve afastar do grosso das forças tanto que não possa ser apoiada perante uma resistência mais forte.
Os conceitos acima expostos foram retirados do Regulamento apresentado na Bibliografia. Embora se trate de um regulamento de 1971, os conceitos aqui expressos são válidos (em termos gerais)para as épocas anteriores e posteriores.